# 第二十九届超级碗
第二十九届超级碗（Super Bowl XXIX）是美国国家橄榄球联盟1994赛季的总决赛，由美联冠军圣迭戈闪电队对阵国联冠军旧金山49人队。比赛于1995年1月29日在坦佩的乔·罗比体育场举行。
最终，旧金山49人队以49-26战胜圣迭戈闪电队，第五次夺得超级碗冠军。四分卫史蒂夫·杨（Steve Young）获得最有价值球员称号。